# ماكسويل آبي كواي
ماكسويل آبي كواي (بالإنجليزية: Maxwell Abbey Quaye)‏ هو لاعب كرة قدم غاني، ولد في 1998 في أكرا في غانا يلعب في نادي التهامي السعودي.

## روابط خارجية
ماكسويل آبي كواي على موقع قاعدة بيانات كرة القدم.إي يو (الإنجليزية)
- ماكسويل آبي كواي على موقع ناشيونال فوتبول تيمز (الإنجليزية)
- ماكسويل آبي كواي على موقع Soccerway.com (الإنجليزية)